# Furosemid
Furosemid ist ein Arzneistoff aus der Gruppe der Schleifendiuretika. Schleifendiuretika führen zur Ausscheidung großer Mengen von Gewebeflüssigkeit, indem sie in der Niere im aufsteigenden Teil der Henle-Schleife ein Transportprotein (den Na-K-2Cl Cotransporter) hemmen. Bei intravenöser Gabe des Medikaments sind Ausscheidungsmengen von bis zu 50 Liter pro Tag möglich. Es handelt sich um ein stark harntreibendes Mittel. Furosemid wurde im Jahre 1959 von Hoechst patentiert.

## Herstellung
Im Rahmen eines Projekts zur Synthese substituierter Sulfanylanthranilsäuren wurde von Forschern der damaligen Farbwerke Hoechst AG unter anderem ein Furan-Derivat hergestellt, das dann den Freinamen Furosemid erhielt. Dazu wurde 2,4-Dichlorbenzoesäure sulfoniert. Das Sulfonsäurechlorid wurde mit flüssigem Ammoniak zum entsprechenden Sulfonsäureamid umgesetzt. Dieses fungierte als Edukt für die Herstellung verschiedener Amine. Durch Umsetzung mit Furfurylamin in siedendem Diethylenglykoldimethylether wurde Furosemid erhalten.

## Eigenschaften
Furosemid wird als weißes bis schwach gelbliches, geruchloses kristallines Pulver beschrieben.
Es existieren mehrere polymorphe Modifikationen. Kristalle, die zur ersten Strukturanalyse gezüchtet wurden, gehörten zum Triklinen Kristallsystem und zeigten einen Schmelzpunkt von 214 °C.
Die Substanz löst sich in Wasser, weniger in Ethanol. Daher kann Furosemid aus Ethanol/Wasser-Mischungen (wässriges Ethanol) umkristallisiert werden und bildet dann Kristalle vom Schmp. 206 °C.
Die Löslichkeit der Substanz in Wasser hängt vom pH-Wert ab. Zwischen pH 1,0 und 4,5 ist sie gering; ab pH 7,5 ist sie hoch. In wässriger Lösung existiert ein Gleichgewicht der aminosubstituierten Carbonsäure mit dem Zwitterion. Furosemid bildet Alkalisalze, z. B. das Natriumsalz.
Zahlreiche organische und biologisch wirksame Moleküle bilden Assoziate mit Furosemid; ihre Struktur ist kompliziert. Pharmakologisch wichtig sind Assoziate mit Proteinen, insbesondere die Bindung an Albumine und an Serum-Proteine.

Furosemid Gleichgewicht mit Zwitterion

## Verwendung
Wie oben erwähnt, werden Furosemid-Präparate in der Humanmedizin als Diuretikum und Blutdrucksenker verordnet.
Was die perorale Einnahme betrifft, wird Furosemid im biopharmazeutischen Klassifizierungssystem auf Grund seiner schlechten Löslichkeit und schlechten Permeabilität in die Klasse IV eingeteilt. Die schlechte Permeabilität wird zum Teil durch die Affinität zu einer intestinalen Effluxpumpe bedingt, die aber bislang noch nicht genau beschrieben ist.
Als Diuretikum wird Furosemid auch in der Veterinärmedizin verwendet.
Im Sport wird Furosemid als Maskierungsmittel eingesetzt, da es hilft, eventuell vorhandene Spuren von eingenommenen Dopingmitteln aus dem Körper auszuschwemmen; es steht deshalb auf der Dopingliste.

## Indikationen
Zugelassene Indikationen sind Bluthochdruck, Aszites und Ödeme (einschließlich Hirnödem) etwa infolge Herzinsuffizienz oder aufgrund von Leber-, Nierenerkrankungen oder von Verbrennungen, unter bestimmten Umständen auch drohendes Nierenversagen. Ferner wird Furosemid bei Hyperkaliämie eingesetzt, um überschüssiges Kalium auszuschwemmen.

## Kontraindikationen
Kontraindikationen sind: Hypovolämie, Anurie, Hypokaliämie, Einsatz in der Stillzeit und das hepatische Koma.
Zu Nebenwirkungen siehe Artikel Schleifendiuretikum.

## Analytik
Zur zuverlässigen qualitativen und quantitativen Bestimmung kommt nach angemessener Probenvorbereitung die Kopplung der Gaschromatographie oder der HPLC mit der Massenspektrometrie zum Einsatz.

## Handelsnamen
Monopräparate

Diurapid (D), Furanthril (D), Furobeta (D), Furodrix (CH), Furogamma (D), Furohexal (A), Furon (A), Furorese (D), Furosal (D), Fursol (CH), Fusid (D), Jufurix (D), Lasix (D, A, CH), Oedemex (CH), diverse Generika (D, A, CH), Furosemide (F)
Kombinationspräparate

Betasemid (D), Diaphal (D), Furorese comp (D), Furo-Spirobene (A), Furospir (CH), Lasilacton (A, CH), Lasitace (A), Osyrol-Lasix (D), Spiro comp (D), Spiro-D (D)